# Манжосів Яр
Манжосів Яр (Монжосів Яр, Манжосин яр)  — балка (річка) в Україні, в Харківському районі Харківської області. Ліва притока річки Харків (басейн Дону).

## Опис
Формується кількома струмками та загатами .

## Розташування
Бере початок на південно-західній стороні від села Бобрівка. Тече переважно на північний захід через житловий масив Салтівка та Велику Данилівку (мікрорайон Харкова) і впадає у річку Харків, ліву притоку річки Лопань.

## Цікаві факти
- У верхів'ї балки існує джерело «Манжосів яр» [1].